# Coenotephria tenebrata
Coenotephria tenebrata är en fjärilsart som beskrevs av Franz Dannehl 1933. Coenotephria tenebrata ingår i släktet Coenotephria och familjen mätare. Inga underarter finns listade i Catalogue of Life.